# Grand Hotel (Nuwara Eliya)
El Grand Hotel és un hotel boutique de quatre estrelles a Nuwara Eliya, Sri Lanka, que va ser construït a l'estil d'una casa senyorial de l'època isabelina. L'hotel disposa de 154 habitacions, incloses tres suites presidencials, quatre suites júnior, inclosa una suite del governador que s'han mantingut per preservar el disseny tradicional. El Grand Hotel té diversos restaurants, bars i una sala de billar.

## Història
L'edifici original, un bungalow d'una sola planta, anomenat "Barnes Hall", va ser construït com a residència de vacances de Sir Edward Barnes, el cinquè governador de Ceilan (1776–1838) el 1828, per l'import de 8.000 £. Després de la sortida de Barnes de Ceilan el 1831, va ser llogat al seu successor com a governador, Sir Robert Wilmot-Horton. Posteriorment, va ser comprat per Reginald Beauchamp Downall (1843–1888), un plantador i membre del Consell Legislatiu de Ceilan, que el va gestionar com una petita casa d'hostes/hotel. El 12 d'abril de 1892 es va vendre a la Nuwara Eliya Hotels Company Limited. William Milsom, propietari de la "propietat...... coneguda com a Barnes Hall on es construeix el Grand Hotel" la va vendre a la Companyia per Rs. 35.000/-. La superfície total, que es trobava en tres lots separats, en el moment de la venda ascendia a aproximadament 27 ha. A la dècada de 1890 es va afegir un segon pis a l'edifici. Es va afegir l'ala nord (ara coneguda com a Governors Wing), originàriament només d'una sola planta, enllaçada per un arc amb l'edifici principal. L'any 1904 es va obrir una altra ampliació, amb un segon pis afegit a l'ala nord enllaçat per passadís amb la planta addicional de l'edifici principal. Aleshores es va afegir una ala sud addicional (ara coneguda com l'ala del golf) a l'edifici. A la dècada de 1930 es va construir el tercer pis amb la seva façana Tudor simulada. El restaurant principal, Barnes Hall, va rebre el nom de l'antic governador. Entre els convidats destacats que s'han allotjat al Grand hi ha el duc d'Abruzzi (germà del sobirà italià), Leopold de Sajonia-Coburg-Gotha (nebot del rei Eduard), el gran duc de Sajonia-Weimar, el príncep Reuss XXXII, el maharajà de Kapurthala, Jagatjit Singh i Sir Thomas Lipton. També es diu que Lord Mountbatten es va quedar al Grand.

## Premis

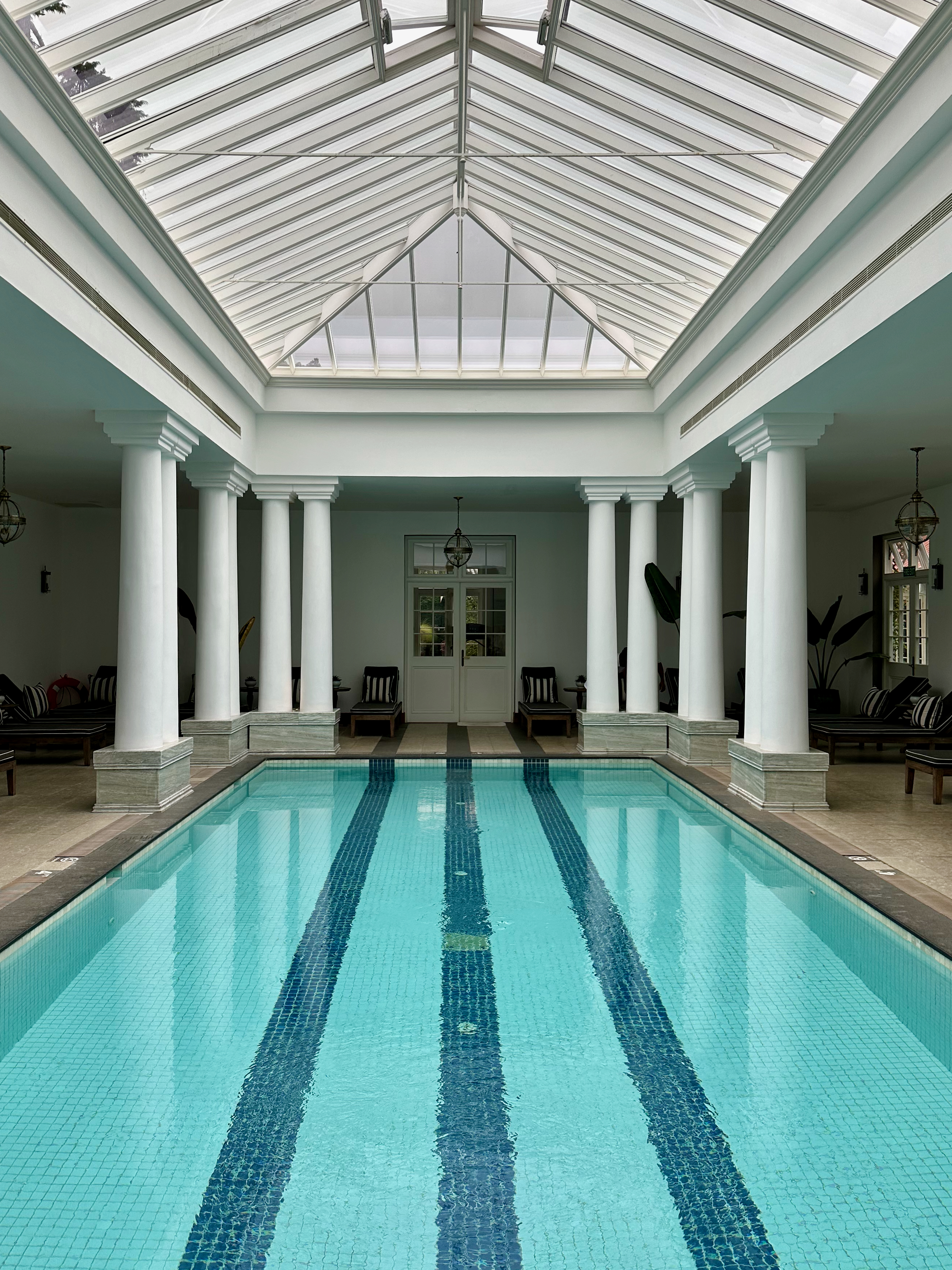
Grand Hotel a Nuwara Eliya, piscina

El 2012, National Geographic Traveler va incloure Sri Lanka com un dels sis països que va visitar aquell any. En el mateix article, el Grand Hotel figurava com un dels sis llocs del país per visitar (els altres són Pic d'Adam, Sigiriya, Temple de la Dent, Temple d'Or de Dambulla i Parc Nacional Yala).